# Arquidiocese de Burgos
A Arquidiocese de Burgos (Archidiœcesis Burgensis) é uma arquidiocese da Igreja Católica situada em Burgos, na Espanha. É fruto da elevação da diocese de Burgos, criada por Afonso VI de Castela. Seu atual arcebispo é Mario Iceta Gavicagogeascoa. Sua sé é a Catedral Metropolitana de Santa Maria. Possui 1003 paróquias.

## História
A diocese de Burgos foi eregida em 1075, após a transferência definitiva da antiga sé de Oca, que provavelmente foi eregida antes do século III, com fontes a partir de 589. Oca foi mais tarde destruída pela invasão dos sarracenos no século VIII. Durante os séculos IX-XI, os bispos residiram em Amaya, Valpuesta, Muno, Sasamón, Oña e Gamonal, até 1075, quando a sede foi estabelecida em Burgos. Foi originalmente sufragânea da Arquidiocese de Tarragona.
Em 1081 a diocese foi abolida no rito moçárabe em favor do Rito Romano. Em 1097 o Papa Urbano II fez da diocese imediatamente sujeita à Santa Sé.
Em 1221, a catedral gótica substituiu a antiga catedral românica, que havia sido construído em 1075. Durante esse tempo, os bispos de Burgos, aumentaram seu poder e tinham o privilégio de os tribunais de segunda instância em processos civis e criminais.
Durante a Idade Média, Burgos era uma etapa importante do Caminho de Santiago, uma encruzilhada de fé e cultura. Em 22 de outubro de 1574 foi elevada à categoria de arquidiocese metropolitana pelo Papa Gregório XIII.

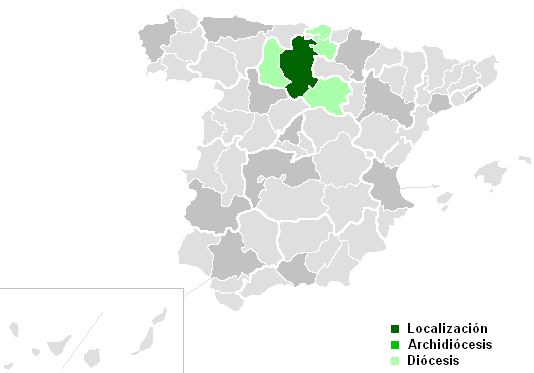
Arquidiocese de Burgos e dioceses sufragâneas

## Prelados
|                             | Nome                                                                | Período    | Notas                                                      |
| Arcebispos                  | Arcebispos                                                          | Arcebispos | Arcebispos                                                 |
| --------------------------- | ------------------------------------------------------------------- | ---------- | ---------------------------------------------------------- |
| 50º                         | Mario Iceta Gavicagogeascoa                                         | 2020-      | Atual                                                      |
| 49º                         | Fidel Herráez Vegas                                                 | 2015-2020  | Arcebispo emérito                                          |
| 48º                         | Francisco Gil Hellín                                                | 2002-2015  | Arcebispo emérito                                          |
| 47º                         | Santiago Martínez Acebes                                            | 1992-2002  |                                                            |
| 46º                         | Teodoro Cardenal Fernández                                          | 1983-1992  |                                                            |
| 45º                         | Segundo Garcia de Sierra y Méndez                                   | 1964-1983  |                                                            |
| 44º                         | Luciano Pérez Platero                                               | 1944-1963  |                                                            |
| 43º                         | Manuel de Castro y Alonso                                           | 1928-1944  |                                                            |
| 42º                         | Pedro Segura y Sáenz                                                | 1926-1927  | Nomeado Arcebispo de Toledo                                |
| 41º                         | Juan Bautista Benlloch y Vivó                                       | 1919-1926  |                                                            |
| 40º                         | José Cadena y Eleta                                                 | 1913-1918  |                                                            |
| 39º                         | Benito Murúa y López                                                | 1909-1912  |                                                            |
| 38º                         | Gregorio María Aguirre y García, O.F.M.                             | 1894-1899  |                                                            |
| 37º                         | Manuel Gómez-Salazar y Lucio-Villegas                               | 1886-1893  |                                                            |
| 36º                         | Saturnino Fernandez de Castro y de la Cotera                        | 1883-1886  |                                                            |
| 35º                         | Anastasio Rodrigo Yusto                                             | 1867-1882  |                                                            |
| 34º                         | Fernando Cardeal de la Puente y Primo de Rivera                     | 1857-1867  |                                                            |
| 33º                         | Cirilo de Alameda y Brea, O.F.M.                                    | 1849-1857  | Nomeado Arcebispo de Toledo                                |
| 32º                         | Ramón Montero                                                       | 1847-1848  |                                                            |
| 31º                         | Ignacio Ribes Mayor                                                 | 1831-1840  |                                                            |
| 30º                         | Joaquín López Sicilia                                               | 1829-1831  | Nomeado Arcebispo de Valência                              |
| 29º                         | Ildefonso Cañedo Vigil                                              | 1825-1829  |                                                            |
| 28º                         | Rafael Manuel José Benito de Vélez Téllez, O.F.M. Cap.              | 1824-1824  | Nomeado Arcebispo de Santiago de Compostela                |
| 27º                         | Manuel Cid Monroy                                                   | 1802-1822  |                                                            |
| 26º                         | Ramón José de Arce                                                  | 1797-1801  | Nomeado Arcebispo de Saragoça                              |
| 25º                         | Juan Antonio de los Tueros                                          | 1791-1797  |                                                            |
| 24º                         | José Javier Rodríguez Arellano                                      | 1764-1791  |                                                            |
| 23º                         | Francisco Díaz Santos y Bullón                                      | 1761-1764  |                                                            |
| 22º                         | Onésimo Salamanca Zaldívar                                          | 1757-1761  |                                                            |
| 21º                         | Juan Francisco Guillén                                              | 1751-1757  |                                                            |
| 20º                         | Pedro de la Cuadra Achica                                           | 1744-1750  |                                                            |
| 19º                         | Diego Felipe Perea Magdaleno                                        | 1741-1744  |                                                            |
| 18º                         | Manuel Samaniego Jaca                                               | 1728-1741  |                                                            |
| 17º                         | Lucas Conejero Molina                                               | 1724-1728  |                                                            |
| 16º                         | Manuel Francisco Navarrete y Ladrón de Guevara                      | 1705-1723  |                                                            |
| 15º                         | Fernando Manuel de Mejía                                            | 1703-1704  |                                                            |
| 14º                         | Francisco Antonio de Borja-Centelles y Ponce de Léon                | 1702-1702  |                                                            |
| 13º                         | Juan de Isla                                                        | 1680-1701  |                                                            |
| 12º                         | Enrique de Peralta y Cárdenas                                       | 1665-1679  |                                                            |
| 11º                         | Diego de Tejada y la Guardia                                        | 1663-1664  |                                                            |
| 10º                         | Antonio Paiño Sevilla                                               | 1658-1663  | Nomeado Arcebispo de Sevilha                               |
| 9º                          | Juan Pérez Delgado                                                  | 1657-1657  |                                                            |
| 8º                          | Francisco de Manso Zúñiga y Sola                                    | 1640-1655  |                                                            |
| 7º                          | Fernando Andrade Sotomayor                                          | 1631-1640  | Nomeado Bispo de Sigüenza                                  |
| 6º                          | José González Díez, O.P.                                            | 1630-1631  |                                                            |
| 5º                          | Fernando Acevedo González                                           | 1613-1629  |                                                            |
| 4º                          | Alfonso Manrique                                                    | 1604-1612  |                                                            |
| 3º                          | Antonio Zapata y Cisneros                                           | 1600-1604  |                                                            |
| 2º                          | Cristóbal Vela Tavera                                               | 1580-1599  |                                                            |
| 1º                          | Francisco Pacheco de Toledo                                         | 1567-1579  |                                                            |
| Bispos                      |                                                                     |            |                                                            |
| 67º                         | Francisco Mendoza de Bobadilla                                      | 1550-1566  |                                                            |
| 66º                         | Juan Álvarez y Alva de Toledo, O.P.                                 | 1537-1550  | Nomeado Arcebispo de Santiago de Compostela                |
| 65º                         | Iñigo López de Mendoza y Zúñiga                                     | 1529-1537  |                                                            |
| 64º                         | Antonio de Rojas Manrique                                           | 1525-1527  |                                                            |
| 63º                         | Juan Rodríguez de Fonseca                                           | 1514-1524  |                                                            |
| 62º                         | Pascual de Ampudia, O.P.                                            | 1495-1512  |                                                            |
| 61º                         | Luis de Acuña y Osorio                                              | 1456-1495  |                                                            |
| 60º                         | Alfonso de Cartagena                                                | 1435-1456  |                                                            |
| 59º                         | Pablo de Santamaría                                                 | 1415-1435  |                                                            |
| 58º                         | Alfonso de Illescas                                                 | 1413-1414  |                                                            |
| 57º                         | Juan Cabeza de Vaca                                                 | 1407-1412  |                                                            |
| 56º                         | Juan de Villacreces                                                 | 1394-1407  |                                                            |
| 55º                         | Gonzalo de Mena y Roelas                                            | 1382-1394  |                                                            |
| 54º                         | Juan García Manrique                                                | 1381-1382  | Nomeado Arcebispo de Santiago de Compostela                |
| 53º                         | Domingo de Arroyuelo                                                | 1366-1380  |                                                            |
| 52º                         | Fernando de Vargas                                                  | 1362-1365  |                                                            |
| 51º                         | Juan                                                                | 1361-?     |                                                            |
| 50º                         | Juan Sánchez de las Roelas                                          | 1352-?     |                                                            |
| 49º                         | Lope de Fontecha                                                    | 1351-?     |                                                            |
| 48º                         | Pedro                                                               | 1348-?     |                                                            |
| 47º                         | García de Torres Sotoscueva                                         | 1327-1348  |                                                            |
| 46º                         | Gonzalo de Hinojosa                                                 | 1313-1327  |                                                            |
| 45º                         | Pedro Rodríguez Quijada                                             | 1303-1313  |                                                            |
| 44º                         | Pedro Rodríguez                                                     | 1300-1302  | Nomeado Bispo de Sabina                                    |
| 43º                         | Fernando                                                            | 1280-1299  |                                                            |
| 42º                         | Gonzalo Pérez Gudiel                                                | 1275-1280  | Nomeado Arcebispo de Toledo                                |
| 41º                         | Juan de Villahoz                                                    | 1268-1269  |                                                            |
| 40º                         | Martín González                                                     | 1260-1267  |                                                            |
| 39º                         | Mateo II Rinal                                                      | 1257-1259  |                                                            |
| 38º                         | Aparicio                                                            | 1246-1257  |                                                            |
| 37º                         | Juan Domínguez de Medina                                            | 1240-1246  |                                                            |
| 36º                         | Mauricio                                                            | 1213-1238  |                                                            |
| 35º                         | Juan Maté                                                           | 1211-1212  |                                                            |
| 34º                         | García Martínez de Contreras                                        | 1206-1211  |                                                            |
| 33º                         | Mateo                                                               | 1200-1205  |                                                            |
| 32º                         | Marino Maté                                                         | 1181-1200  |                                                            |
| 31º                         | Pedro Pérez                                                         | 1156-1181  |                                                            |
| 30º                         | Víctor                                                              | 1147-1156  |                                                            |
| 29º                         | Ramiro                                                              | 1119-1146  | Ilegítimo                                                  |
| 28º                         | Pascual                                                             | 1114-1118  |                                                            |
| 27º                         | García Aznárez                                                      | 1097-1114  |                                                            |
| 26º                         | Gómez                                                               | 1082-1096  |                                                            |
| 25º                         | Simeón                                                              | 1075-1082  |                                                            |
| 24º                         | Lucidio                                                             | 978-994    |                                                            |
| 23º                         | Velasco                                                             | 949-978    |                                                            |
| 22º                         | Basilio                                                             | 931-949    |                                                            |
| 21º                         | Fruminio                                                            | 931        |                                                            |
| 20º                         | Sebastián                                                           | 912-931    |                                                            |
| 19º                         | Munio II                                                            | 1065-1087  |                                                            |
| 18º                         | Gómez                                                               | 1052-1065  |                                                            |
| 17º                         | García                                                              | 1049-1052  |                                                            |
| 16º                         | Atón                                                                | 1037-1049  |                                                            |
| 15º                         | Munio I                                                             | 1024-1037  |                                                            |
| 14º                         | Sancho                                                              | 1011-1022  |                                                            |
| 13º                         | Blas (Velasco)                                                      | 1008-1011  |                                                            |
| 12º                         | Martín                                                              | 963-992    |                                                            |
| 11º                         | Diego II                                                            | 929-957    |                                                            |
| 10º                         | Diego I                                                             | 900        |                                                            |
| 9º                          | Fredulfo                                                            | 884-890    |                                                            |
| 8º                          | Felmiro                                                             | 876-881    |                                                            |
| 7º                          | Antonio                                                             | 863        |                                                            |
| 6º                          | Juan                                                                | 804-843    |                                                            |
| 5º                          | Costantino                                                          | 693        |                                                            |
| 4º                          | Stercopio                                                           | 675-688    |                                                            |
| 3º                          | Littorio                                                            | 649-656    |                                                            |
| 2º                          | Amanungo                                                            | 633-646    |                                                            |
| 1º                          | Asterio                                                             | 589-597    |                                                            |
| Bispos auxiliares           |                                                                     |            |                                                            |
|                             | Demetrio Mansilla Reoyo                                             | 1958-1964  | Nomeado Bispo de Ciudad Rodrigo                            |
|                             | Daniel Llorente y Federico                                          | 1942-1944  | Nomeado Bispo de Segovia                                   |
|                             | Jaime Viladrich y Gaspar                                            | 1921-1926  |                                                            |
|                             | Manuel San Román y Elena                                            | 1908-1909  | Nomeado Administrador apostólico de Calahorra y La Calzada |
|                             | Angel Benito, O.S.B.                                                | 1720-?     |                                                            |
|                             | Bartolomé de Mesones, O.F.M.                                        | 1697-1710  |                                                            |
|                             | Juan Sáenz de Valatorre                                             | 1675-1687  |                                                            |
|                             | Pedro Luis Manso Zuñiga                                             | 1648-1669  |                                                            |
|                             | Melchor Rodríguez de Torres, O. de M.                               | 1616-1642  |                                                            |
|                             | Alonso Orozco Enriquez de Armendáriz Castellanos y Toledo, O. de M. | 1605-1610  | Nomeado Bispo de Santiago de Cuba                          |
|                             | Gonzalo Herrera Olivares                                            | 1568-1579  |                                                            |
|                             | Afonso Mercante de Valéria                                          | 1563-1581  |                                                            |
|                             | Pedro López de Mendoza                                              | 1546-1563  |                                                            |
|                             | Alfonso, O.S.A.                                                     | 1541-?     |                                                            |
|                             | Alfonso de Rabanal, O.S.A.                                          | 1471-1486  |                                                            |
| Administradores apostólicos |                                                                     |            |                                                            |
|                             | Jaime Serra i Cau                                                   | 1512-1514  |                                                            |
|                             | Pedro Rodríguez                                                     | 1302-1303  |                                                            |